# Thực tiễn (triết học)
Thực tiễn là toàn bộ những hoạt động có tính lịch sử - xã hội của con người.

## Đặc trưng
- Thực tiễn là những hoạt động vật chất - cảm tính của con người hay nói khác đi là những hoạt động vật chất mà con người cảm giác được, quan sát được, trực quan được. Hoạt động vật chất - cảm tính là những hoạt động mà con người phải sử dụng lực lượng vật chất, công cụ vật chất tác động vào các đối tượng vật chất để biến đổi chúng; trên cơ sở đó, con người làm biến đổi thế giới khách quan và biến đổi chính bản thân mình.
- Thực tiễn là hoạt động chỉ diễn ra trong xã hội, với sự tham gia đông đảo của mọi người, luôn bị giới hạn bởi những điều kiện lịch sử - xã hội cụ thể và cũng trải qua các giai đoạn lịch sử phát triển cụ thể. Do vậy, thực tiễn là những hoạt động mang tính lịch sử - xã hội của con người.
- Thực tiễn là hoạt động có tính mục đích nhằm cải tạo tự nhiên và xã hội để phục vụ con người. Nói tới thực tiễn là nói tới hoạt động có tính tự giác cao của con người, khác hẳn với hoạt động chỉ dựa vào bản năng, thụ động của động vật.

## Hình thức hoạt động

### Sản xuất vật chất
Đây là hoạt động có sớm nhất, cơ bản và quan trọng nhất. Ngay từ khi xuất hiện, con người đã phải tiến hành sản xuất vật chất, dù là đơn giản, để đáp ứng nhu cầu tồn tại. Sản xuất vật chất biểu thị mối quan hệ giữa con người với thế giới và là phương thức tồn tại cơ bản của con người và xã hội loài người. Sản xuất vật chất cũng là cơ sở cho sự tồn tại các hình thức thực tiễn khác cũng như tất cả các hoạt động sống khác của con người.

### Hoạt động chính trị - xã hội
Đây là hoạt động nhằm biến đổi, cải tạo, phát triển các thiết chế xã hội, quan hệ xã hội... thông qua các hoạt động như: đấu tranh giai cấp, đấu tranh giải phóng dân tộc, đấu tranh vì hòa bình, dân chủ, tiến bộ xã hội, cải tạo các quan hệ chính trị - xã hội.

### Thực nghiệm khoa học
Đây là hình thức hoạt động thực tiễn đặc biệt; bởi lẽ con người đã chủ động tạo ra những điều kiện không sẵn có trong tự nhiên để tiến hành thực nghiệm khoa học theo mục đích đã đề ra; và trên cơ sở đó áp dụng vào sản xuất vật chất, cải tạo chính trị - xã hội, các mối quan hệ chính trị - xã hội.

## Nguyên tắc thống nhất giữa lý luận và thực tiễn
Thực tiễn và Lý luận luôn thống nhất biện chứng với nhau, đòi hỏi có nhau, nương tựa vào nhau, tác động qua lại với nhau. Nếu không có thực tiễn thì không thể có lý luận và ngược lại, không có lý luận khoa học thì cũng không thể có thực tiễn chân chính. "Thực tiễn không có lý luận hướng dẫn thì thành thực tiễn mù quáng. Lý luận mà không liên hệ với thực tiễn là lý luận suông" (Hồ Chí Minh).

## Vai trò đối với nhận thức
- Là cơ sở, động lực của nhận thức, lý luận. Thực tiễn là cơ sở bởi nó đã cung cấp chất liệu, cung cấp vật liệu cho nhận thức, lý luận. Thực tiễn là động lực bởi thực tiễn luôn vận động và đề ra nhu cầu, nhiệm vụ đòi hỏi các nhà lý luận phải giải quyết, thúc đẩy nhận thức, lý luận phát triển.
- Là mục đích của nhận thức, lý luận. Hoạt động nhận thức, lý luận không có mục đích tự thân mà phải nhằm trở lại phục vụ thực tiễn. Lý luận chỉ có ý nghĩa đích thực khi chúng được vận dụng vào thực tiễn, phục vụ thực tiễn, làm biến đổi thực tiễn. Do vậy, thước đo đánh giá giá trị của lý luận chính là  thực tiễn.
- Là tiêu chuẩn đánh giá sự đúng, sai của nhận thức, lý luận. Lý luận có thể phản ánh đúng hoặc không đúng hiện thực khách quan. Để đánh giá lý luận đó đúng hay sai phải được kiểm nghiệm thông qua thực tiễn. Thông qua thực tiễn, con người mới vật chất hoá được tri thức, hiện thực hoá được tư tưởng, mới biết được nhận thức, lý luận của mình là đúng hay sai.
- Thực tiễn là tiêu chuẩn của chân lý. Chỉ có thực tiễn mới là tiêu chuẩn khách quan duy nhất để khẳng định chân lý, bác bỏ sai lầm. Bản thân thực tiễn không đứng im mà luôn luôn thay đổi, do đó, khi thực tiễn thay đổi thì tiêu chuẩn để kiểm tra chân lý cũng phải thay đổi theo cho phù hợp.

## Bài liên quan
- Lý luận (triết học)
- Chân lý